# ایستگاه متروی برموندزی
ایستگاه متروی برموندزی (انگلیسی: Bermondsey tube station) یکی از ایستگاه‌های متروی لندن است.
ایستگاه که در منطقه سات‌ارک لندن قرار دارد در سال ۱۹۹۹ تأسیس شده و جزئی از خط جوبیلی می‌باشد.

## نگارخانه

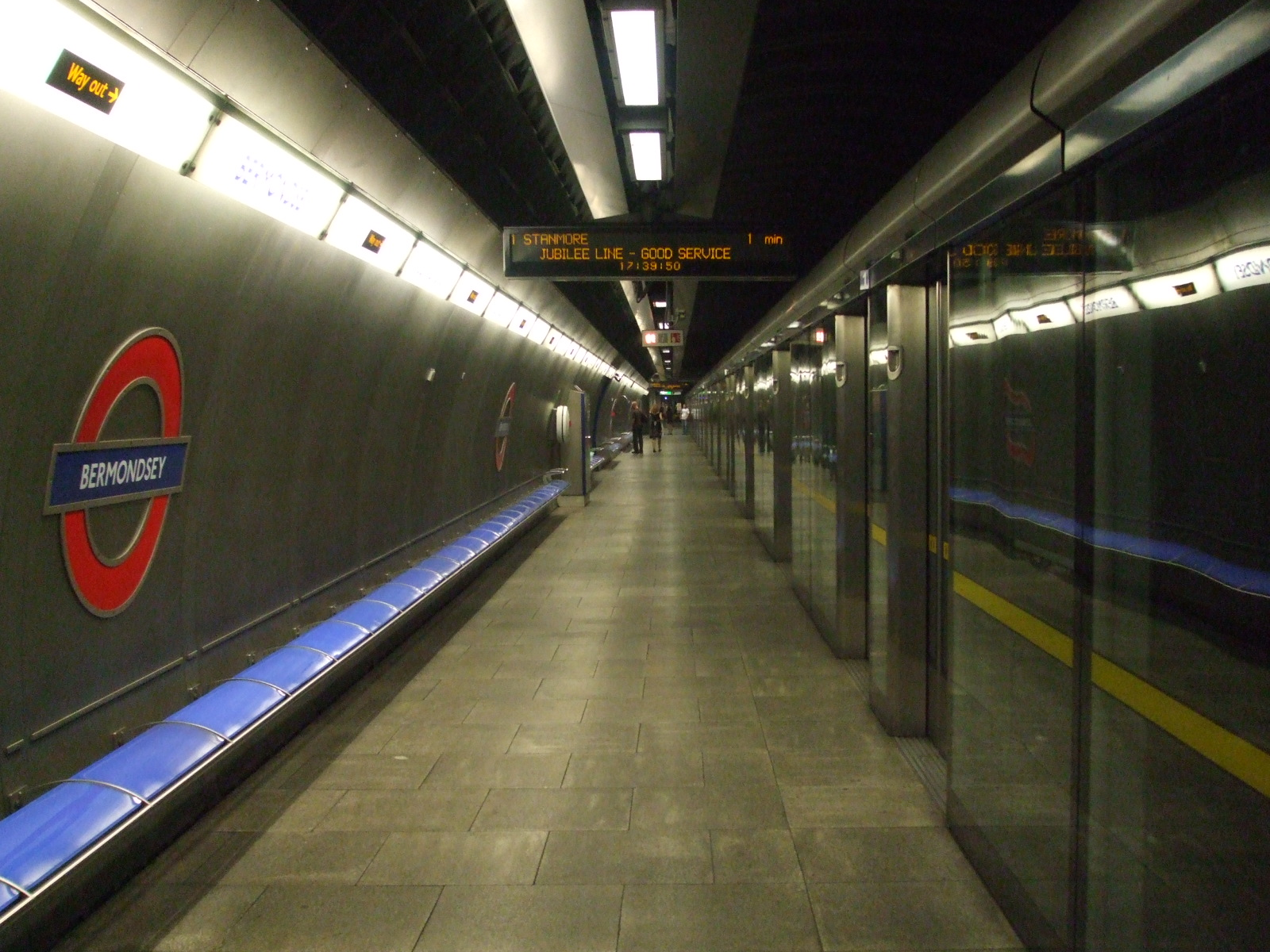
سکو غربی
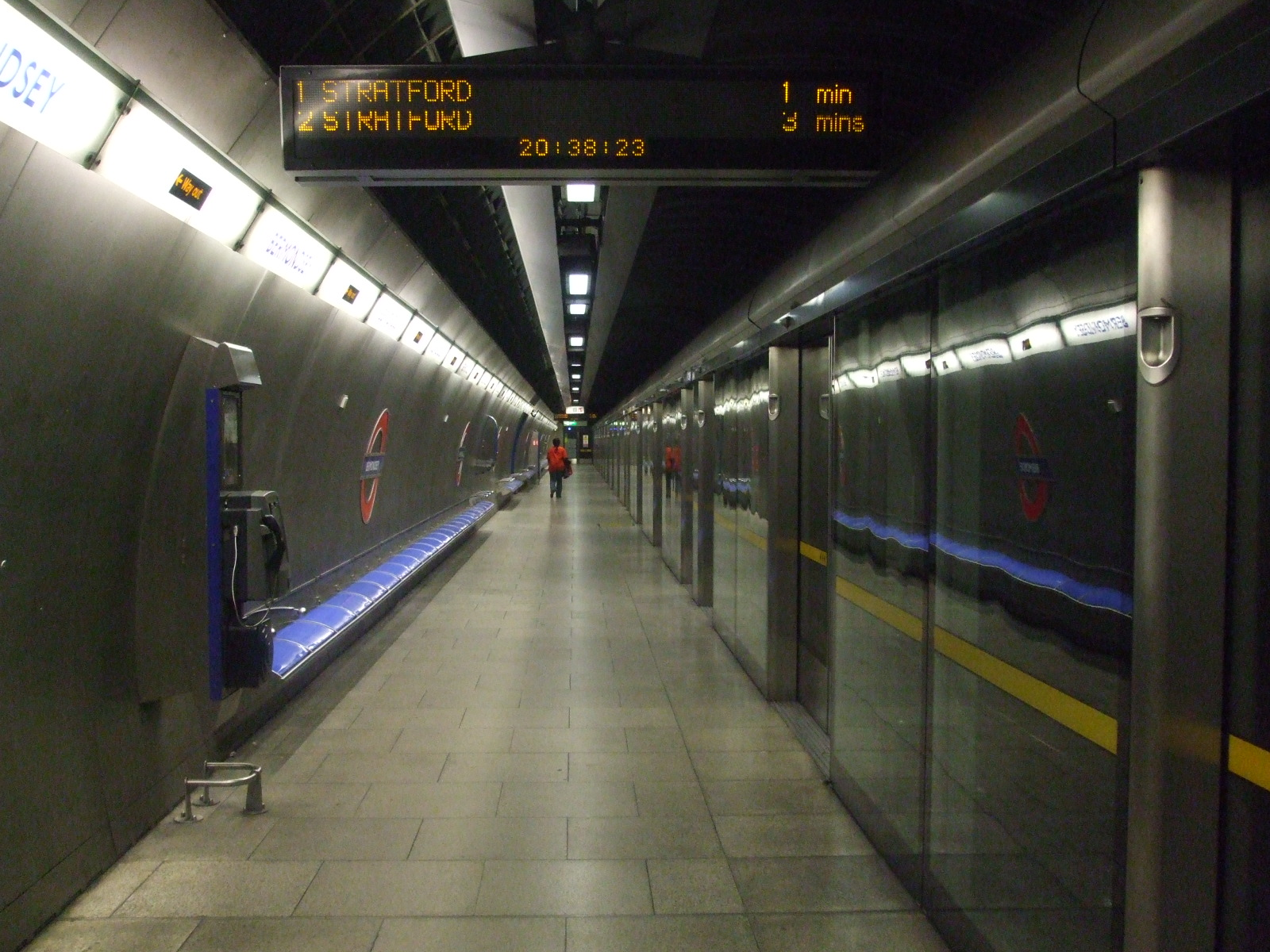
سکو شرقی
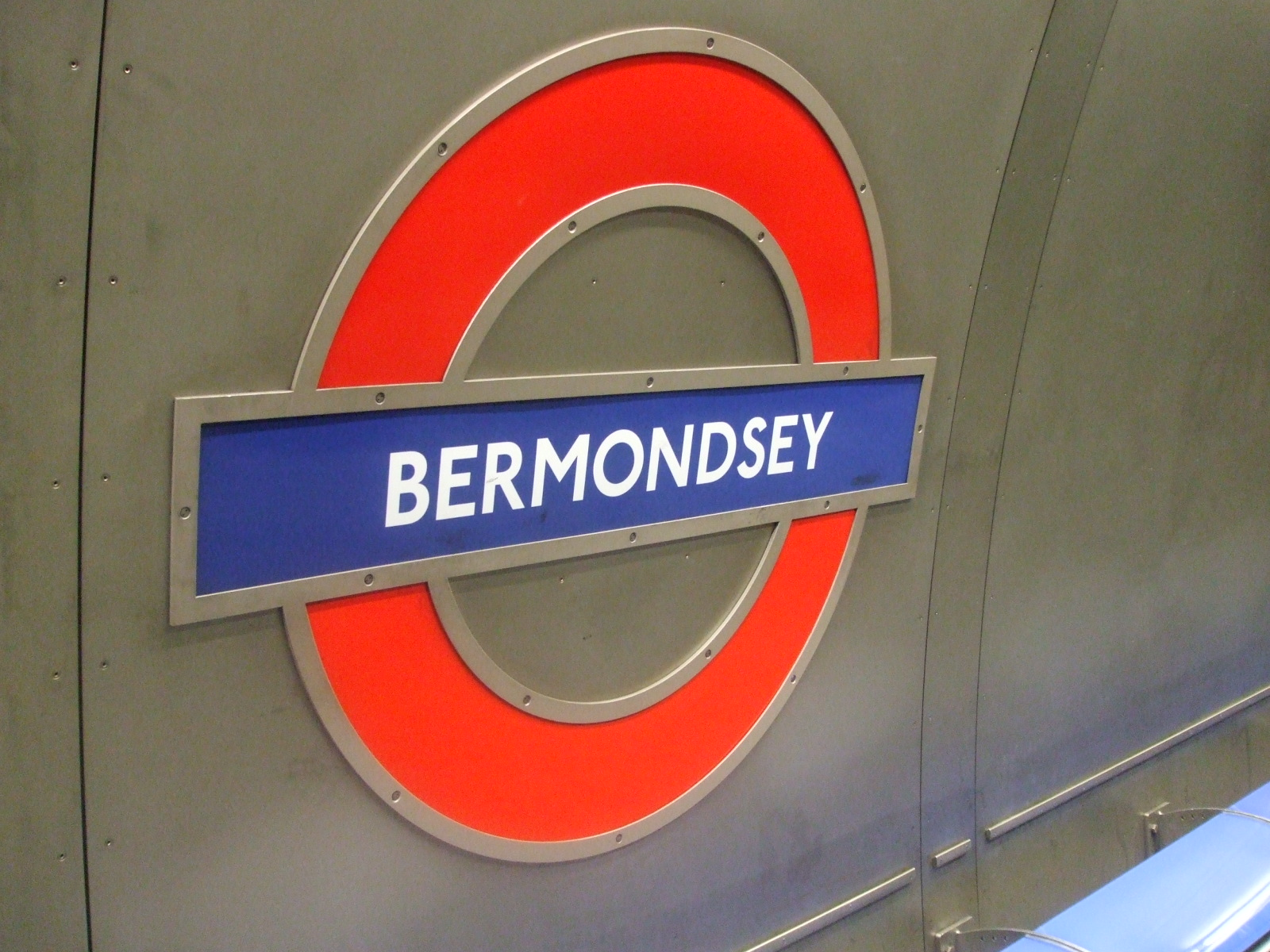
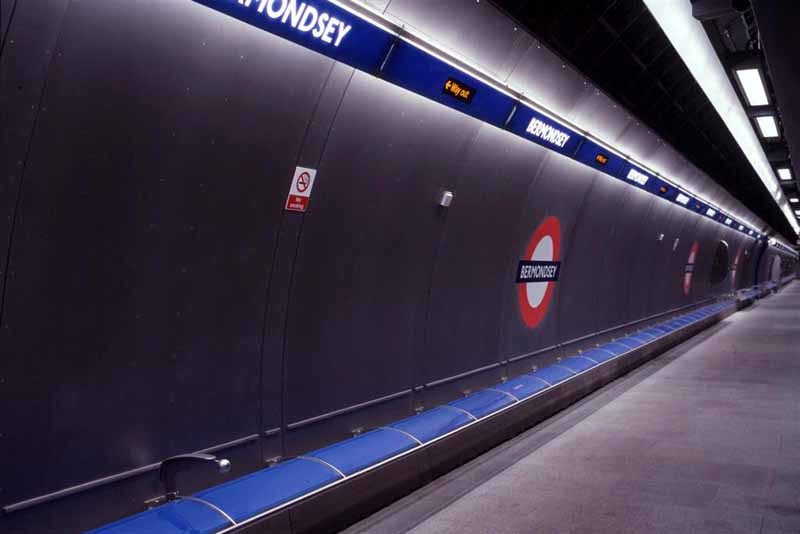